# Maxonia apiifolia
Maxonia apiifolia är en träjonväxtart som först beskrevs av Olof Peter Swartz, och fick sitt nu gällande namn av Carl Frederik Albert Christensen. Maxonia apiifolia ingår i släktet Maxonia och familjen Dryopteridaceae. Utöver nominatformen finns också underarten M. a. dualis.